# Stijn Hoornaert
Stijn Hoornaert (Izegem, 5 november 1984) is een Belgisch voormalig wielrenner. Hij reed voor onder meer Willems Verandas en Palmans-Cras. Hij wist geen professionele overwinningen op zijn naam te schrijven, maar eindigde in 2007 wel als tweede in de Omloop het Nieuwsblad voor beloften, achter Gert Dockx.

## Grote rondes
Geen
Cappelle · De Wilde · De Zutter · Ennekens · François · Hoornaert · Meeusen · Moerman · Standaert · Van Braeckel · van Heeswijk · Van Loocke · Van Moer · Vanhuffel
A.Cappelle · D.Cappelle · Coomans · De Wilde · François · Helminen · Hoornaert · Huys · Mortelmans · Omloop · Van Der Schueren · Vanbecelaere · Vangheel · Zen